# 胡淵
胡 淵（こ えん、247年 - 301年）は、中国三国時代末期から西晋の軍人。魏・西晋に仕えた。字は世元（幼時は鷂鴟）。雍州安定郡臨涇県の人。父は胡烈。

## 生涯
景元4年（263年）、魏軍が鍾会らを指揮官として、蜀漢の討伐を開始。胡淵は護軍の官にある父と共に、鍾会の配下として付き従った。
皇帝劉禅が降伏し蜀漢は平定されたが、景元5年（264年）正月、鍾会が反乱を企て、胡烈らが幽閉される。しかし胡烈が密かに、兵たちは皆虐殺されるという噂を広めると、それを聞いた胡烈の兵と共に胡淵が反旗を翻し、鍾会を撃ち破った。この事件により、当時18歳だった胡淵の名声は高まった（蜀漢の滅亡）。
永康2年（301年）、八王の乱の最中には趙王司馬倫の配下にあり、指揮官として斉王司馬冏の軍と戦った。幾度か勝利を収めたものの、成都王司馬穎を相手に形勢不利となったため降伏した後、処刑された。

## 一族
伯父の胡奮は『晋書』に伝があり、西晋の鎮軍大将軍や尚書僕射の官に就いた。祖父の胡遵は魏の車騎将軍、父の胡烈は西晋の秦州刺史、伯父の胡広は少府、叔父の胡岐は涼州刺史の官に昇った。